# Abdas de Suse
Abdas de Suse fut un évêque de Suse, en Perse ; il fut associé à l'évêque Maruthas vers 410. Impétueux et intolérant, il ruina les efforts de Maruthas auprès du roi Yazdgard Ier et mit fin aux bonnes relations des chrétiens et adeptes de Zoroastre en Perse, en détruisant l'un des cinq temples qui lui était consacré. Une plainte fut portée contre lui auprès du roi et il lui fut ordonné de rebâtir le temple et de réparer tous les dommages commis. Il refusa de le faire à ses frais. Cela entraîna la colère du roi qui décida la destruction de toutes les églises de Perse, ce que les zoroastriens s'empressèrent de réaliser.
Aux destructions succédèrent de véritables persécutions dont l'une d'elles fit mourir Abdas de Suse vers 418 en martyr. 